# Biblioteca Departamental Olegario Rivera
La Biblioteca Pública Departamental Olegario Rivera es la biblioteca coordinadora de la red de bibliotecas públicas de Huila, adscrita a la Secretaría de Cultura y Turismo Departamental del Huila. Como biblioteca patrimonial recibe el depósito legal de la región desde 2010 en cumplimiento de la Ley 1379, conocida como la Ley de bibliotecas públicas. Se encuentra situada en el Centro Cultural y de Convenciones José Eustasio Rivera de la ciudad de Neiva. 

## Historia
Fue creada por Ordenanza de la Asamblea Departamental del 19 de mayo de 1945 y su primer director fue historiador jesuita Jenaro Díaz Jordán. Desde entonces, la Biblioteca Departamental Olegario Rivera ha liderado procesos culturales importantes para la ciudad y la región. Con una visión futurista para su época, más que una biblioteca fue concebida como un centro cultural de primer orden; local, departamental y nacional, siendo modelo para otras bibliotecas públicas de la región. 
Estuvo situada en el Colegio Nacional Santa Librada, el primer piso de la Gobernación hasta su sede actual que fue inaugurada en el año 2000, con el nombre de quien fuera su primer benefactor, Olegario Rivera, personaje que ayudó a la comunidad de docentes y estudiantes del Huila en las tareas de consulta e investigación.

## Objetivos
La biblioteca fue originada como un lugar de inclusión, brindar un punto de encuentro ciudadano que permita la igualdad de condiciones y oportunidades para acceder a la información y a las manifestaciones culturales. Con base en esta filosofía sus objetivos fundamentales son:
- Coordinar la Red de Bibliotecas Públicas de Huila, conformada por 41 bibliotecas públicas.

- Aumentar y garantizar las posibilidades para el libre acceso a la información, con una variada oferta literaria, documental y de recursos informáticos.

- Facilitar el mecanismo educativo y cultural de la población huilense.
- Continuar con su carácter de biblioteca patrimonial otorgado por la Ley 44 de 1993 para reunir todo el acervo bibliográfico del Huila, que incluye además, contar con la sala Huila de la Academia Huilense de Historia.[5]

- Es encargada de recibir el Depósito Legal, según la Ley 1379 de 2010.

## Servicios
Ubicada en el primer piso del Centro Cultural y de Convenciones José Eustasio Rivera de la ciudad de Neiva, un moderno edificio caracterizado por la iluminación natural, espacios amplios que incentivan la lectura y la reflexión. Posee cinco áreas; la sala infantil, sala general, sala de cómputo, sala videoteca y la sala José Eustasio Rivera. En este sector, que cuenta con las obras de los pintores Luis Ángel Rengifo y Sergio Trujillo Magnenat, se pueden encontrar una colección de ediciones especiales y curiosas del escritor, que han sido editadas en Colombia y en el extranjero. De singular importancia para la identidad local, la biblioteca posee Tierra de Promisión de José Eustasio Rivera, primer libro que identifica al pueblo huilense.
Cuenta con cerca de 30 000 libros y presta sus servicios en un área de 1970 metros cuadrados. Recibe diariamente más de 150 usuarios y tiene capacidad para recibir 250 personas simultáneamente.
Además de recinto investigativo y otras actividades propias de las bibliotecas, se realizan diversas actividades culturales como fortalecer las tradiciones folclóricas de la región, exposiciones de arte, recitales de poesía, encuentros de bibliotecas, escritores, danza y música. Se organizan constantes concursos de cuento y poesía entre otros. Su coordinador es el pintor y escritor Miguel Darío Polanía Rodríguez.

### Actividades
- En 2022 se realizó la exposición "Identidad cultural", con la participación de veinte países. Destacaron los artistas; Carla Espinosa de Uruguay, Yeison Novoa de Colombia, Hada Zurita Barona de Ecuador, y Claudia Anabel Cosme Ortega de Cuba con mención de honor y como invitados especiales; Sandra Moretti Nuñez, Jessica Pacheco, Carmen Flores Quispe, Jorge Oyola Sheen, y Rubi Sumae Berrocal pintores del Perú.[18][19]
- Ha sido sede del Encuentro de Bibliotecas Públicas[20]